# Fate Fashions a Letter
Pour plus de détails, voir Fiche technique et Distribution.
Fate Fashions a Letter est un film muet américain réalisé par Fred Huntley et sorti en 1913.

## Fiche technique
- Réalisation : Fred Huntley
- Scénario : Will M. Ritchey, d'après son histoire
- Genre : Film dramatique
- Dates de sortie : 
  -  États-Unis : 21 août 1913

## Distribution
- Eugenie Besserer
- Hobart Bosworth
- Henry Otto